# Alibama
Alibama là một chi bướm đêm thuộc họ Noctuidae.